# Жидков, Герман Васильевич
Герман Васильевич Жидков (13 августа 1903, Москва — 29 января 1953, там же) — советский искусствовед, первый директор Государственного музея палехского искусства, профессор МГУ, один из создателей и член правления Общества изучения русской усадьбы.

## Биография
Родился в семье служащего бухгалтерии одной из московских фабрик.
В 1919—1922 годах обучался на факультете общественных наук МГУ (1919—1922) у профессоров А. И. Некрасова и А. А. Сидорова. По окончании университета был оставлен в аспирантуре НИИАиИ, 20 декабря 1927 г. защитил диссертацию по теме «Московская живопись середины XIV века» (издана в 1928 г.).
С 1920 г. работал в музейных органах Наркомпроса, участвовал в деятельности Общества изучения русской усадьбы, Российской академии художественных наук, преподавал историю искусств в I МГУ, Институте кинематографии, двух техникумах.
В 1927 г. во время поездки в Стамбул открыл фрагмент мозаики VII века в церкви Св. Николая в Фанаре — самый древний и сохранный образец монументальной живописи в городе.
После 1920-х годов был вынужден перейти к изучению «нерелигиозного» искусства.
26 декабря 1930 г. был арестован по обвинению в участии в монархической организации и служебный подлог (статьи 58-11 и 120) за выдачу фиктивной справки А. Н. Гречу. Был сослан на три года. Во время ссылки на Урал с июня 1931 г. по март 1934 г. работал экономистом в сельскохозяйственных конторах Туринска. Дело было прекращено в 1992 году.
В 1934—1938 годах возглавил новый Государственный музей палехского искусства, заложил основу его коллекции, привлёк лучших художников Палеха к созданию работ специально для музея. К 100-летию со дня смерти А. С. Пушкина, отмечавшемуся в 1937 году, Г. В. Жидков опубликовал прекрасно иллюстрированную книгу «Пушкин в искусстве Палеха». За 4 года, в течение которых Г. В. Жидков возглавлял музей, его коллекции выросли с 62 до 1500 единиц, для музея было построено специальное здание, в ведение музея был передан Крестовоздвиженский храм, где разместился отдел древней живописи — палехская иконопись с XVII века.
С марта 1938 г. до 1953 г. работал в Третьяковской галерее, сначала заведующим отделом искусства XVIII — 1-й половины XIX века, затем (с 1943 года) — заместителем директора по науке.
В 1942—1950 годах — профессор кафедры русского искусствознания филологического факультета МГУ. Также преподавал в Институте транспорта в Москве (1934), Харьковском художественном институте (1934), Художественном училище Палеха (1935—1938), Художественном институте в Москве (1937—1941), МИФЛИ (1939).
Похоронен на Новодевичьем кладбище в Москве.

## Основные труды
- «Московская живопись середины XIV в.» (1928),
- «Тропинин Василий Андреевич. 1776—1857» (1943),
- «Образ Шубина. К 140-летию со дня смерти великого русского скульптора. 1805—1945» (1946),
- «Дмитрий Григорьевич Левицкий — русский художник XVIII в.» (1946),
- «Русское искусство XVIII в. Архитектура. Скульптура. Живопись» (1951)[2].